# Emil Langen

Emil Langen

Emil Langen (* 24. Juni 1824 in Solingen; † 1. Oktober 1870 in Salzgitter-Bad) war ein deutscher Ingenieur und Unternehmer.

## Leben
Der Sohn des rheinischen Zuckerfabrikanten Johann Jakob Langen und Bruder von Eugen Langen besuchte zunächst eine Privatschule in Inden, danach das Friedrich-Wilhelm-Gymnasium in Köln, das er nach der Tertia verließ, und ging im Anschluss auf die Kölner Gewerbeschule. Von 1840 bis 1843 absolvierte er unter anderem in Mainz eine kaufmännische Ausbildung. An der Bergschule in Siegen wurde er technisch ausgebildet. Seine Tätigkeit als Ingenieur begann er 1846 bei der Friedrich-Wilhelms-Hütte, einer Eisenhütte im Gebiet der Gemeinde Menden im Rheinland, deren Leitung er 1848 übernahm. Bis 1867 war er dort als Direktor tätig. Er organisierte nicht nur den seit 1825 bestehenden Hüttenbetrieb neu, sondern sorgte auch mit seinem sozialen Engagement für ein gutes Umfeld bei der Arbeiterschaft. So richtete er zum Beispiel eine Schule für die Kinder der Arbeiter ein.
Langen war als Mitglied im Comité für die direkte Cöln-Siegburg-Frankfurter-Eisenbahnlinie daran beteiligt, die Eisenbahnanbindung von Troisdorf zu gewährleisten. Dies kam auch seiner Eisenhütte zugute. 1867 verließ Langen Menden und gründete das Eisenwerk Salzgitter im heutigen Salzgitter-Bad.  Er kam durch einen Arbeitsunfall ums Leben.

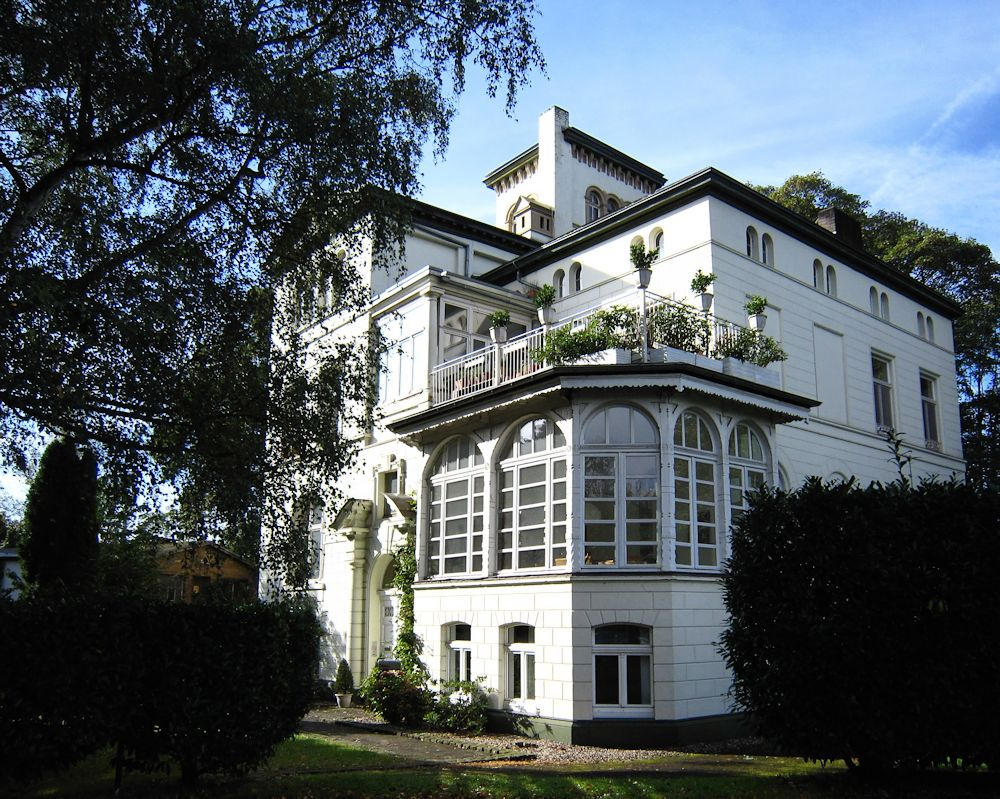
Villa Langen

Langen heiratete 1848 Julchen geb. Lauterjung und hatte sieben Kinder mit ihr. Die Familie lebte während ihrer Zeit in Troisdorf in der Villa Langen.
Aus der einstigen Friedrich-Wilhelms-Hütte wurden später die Mannstaedt-Werke, die heute zur Georgsmarienhütte GmbH gehören und an gleicher Stelle Stahlprodukte aller Art herstellen.
Nach Emil Langen wurde eine Realschule in Salzgitter-Lebenstedt benannt.
Emil Langen war Mitglied des Technischen Vereins für Eisenhüttenwesen. Mit dessen Beitritt zum Verein Deutscher Ingenieure (VDI) im Jahr 1862 wurde er VDI-Mitglied.